# Perm
Perm (en ruso: Пермь, Perm ) es una ciudad y el centro administrativo del krai de Perm, Rusia, situada a orillas del río Kama en la parte europea de Rusia, cerca de los montes Urales. Entre 1940 y 1957 fue conocida como Mólotov (ruso: Молотов), nombrada en honor de Viacheslav Mólotov. Es un nudo importante del ferrocarril Transiberiano.
De acuerdo con el censo de 2021, la población de Perm es de 1 049 199, frente a los 1 001 653 registrados en el censo de 2002. Según el censo 2010, la ciudad era la decimotercera más poblada de Rusia.

## Toponimia
El nombre de Perm es de etimología desconocida, probablemente de origen urálico (komi o vepsio). El komi forma parte de la familia pérmica de las lenguas urálicas, que también lleva el nombre de Perm. El periodo geológico Pérmico se llama así porque fue identificado por primera vez en Perm.

## Historia
Perm se encuentra en la antigua zona de Perman, que originalmente fue habitada por pueblos ugrofineses. Perm fue mencionado por primera vez como el pueblo de Yagoshija (Ягошиха) en 1647; sin embargo, la historia de la ciudad moderna de Perm comienza con el desarrollo de la región de los Urales por parte del zar Pedro el Grande. Vasili Tatíshchev, designado por el zar como gerente jefe de las fábricas de los Urales, fundó Perm junto con otro centro importante de la región de los Urales, Ekaterimburgo.
En el siglo XIX, Perm se convirtió en un importante centro comercial e industrial con una población de más de 20 000 personas en la década de 1860, con varias fábricas de metalurgia, papel y barcos de vapor, incluida una propiedad de un empresario británico. En 1870, se abrió un teatro de ópera en la ciudad, y en 1871 se construyó la primera fábrica de fósforo en Rusia. En 1916, se abrió la Universidad Estatal de Perm, una importante institución educativa en la Rusia moderna.

Fotografías de Serguéi Prokudin-Gorski en Perm en 1910
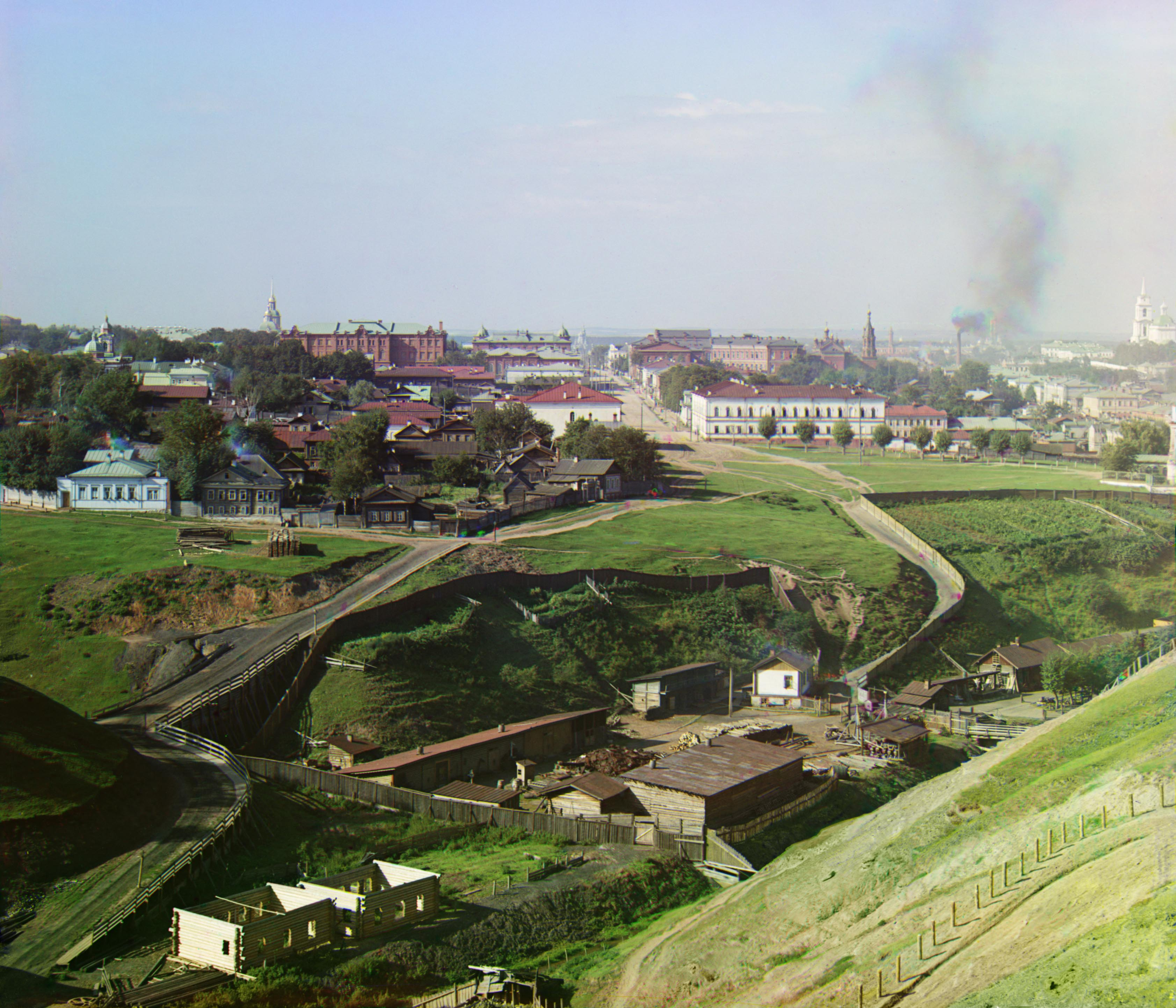
Vista general de Perm.
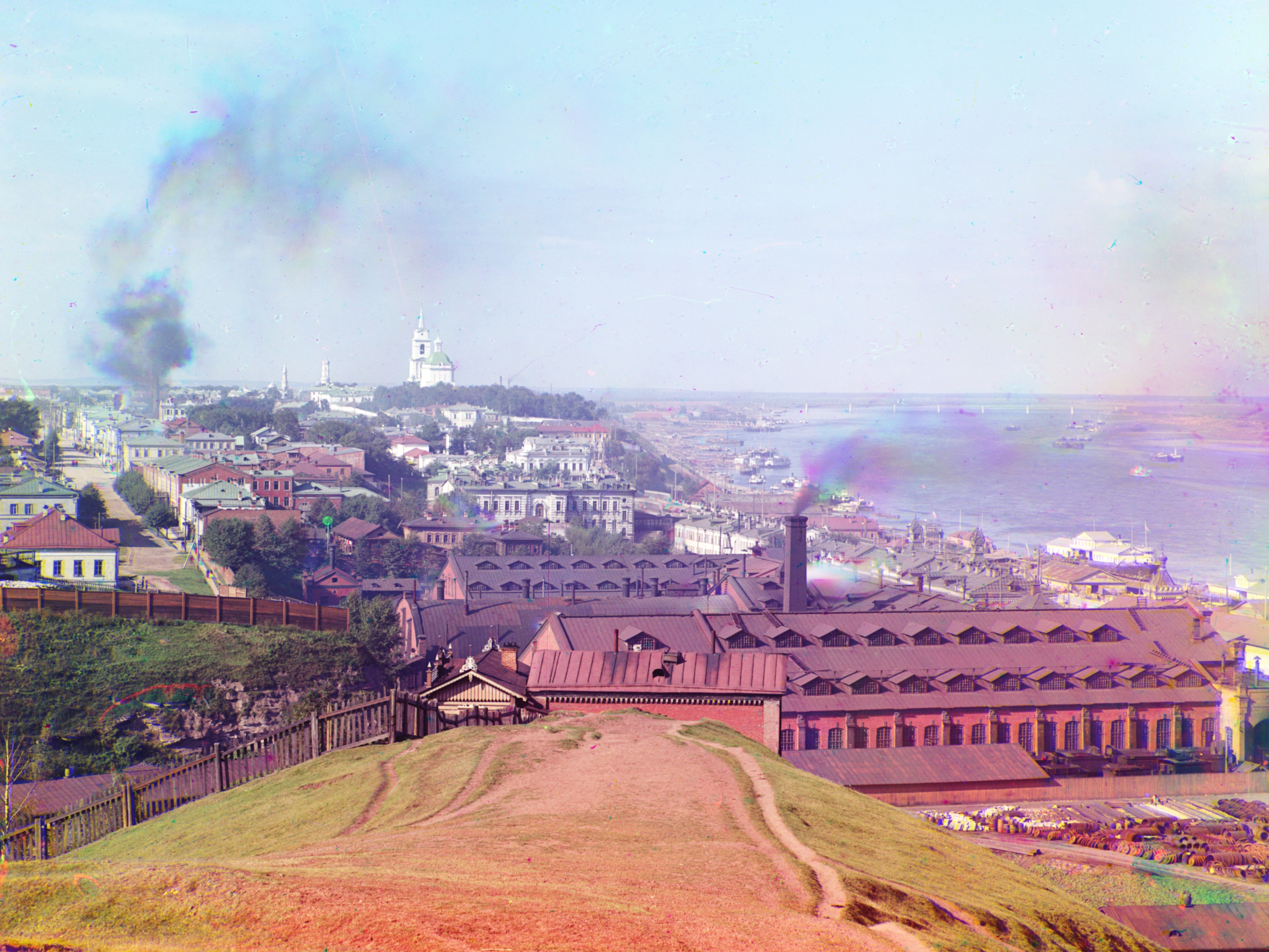
Vista general de la ciudad desde Gorodskiye Gorki.
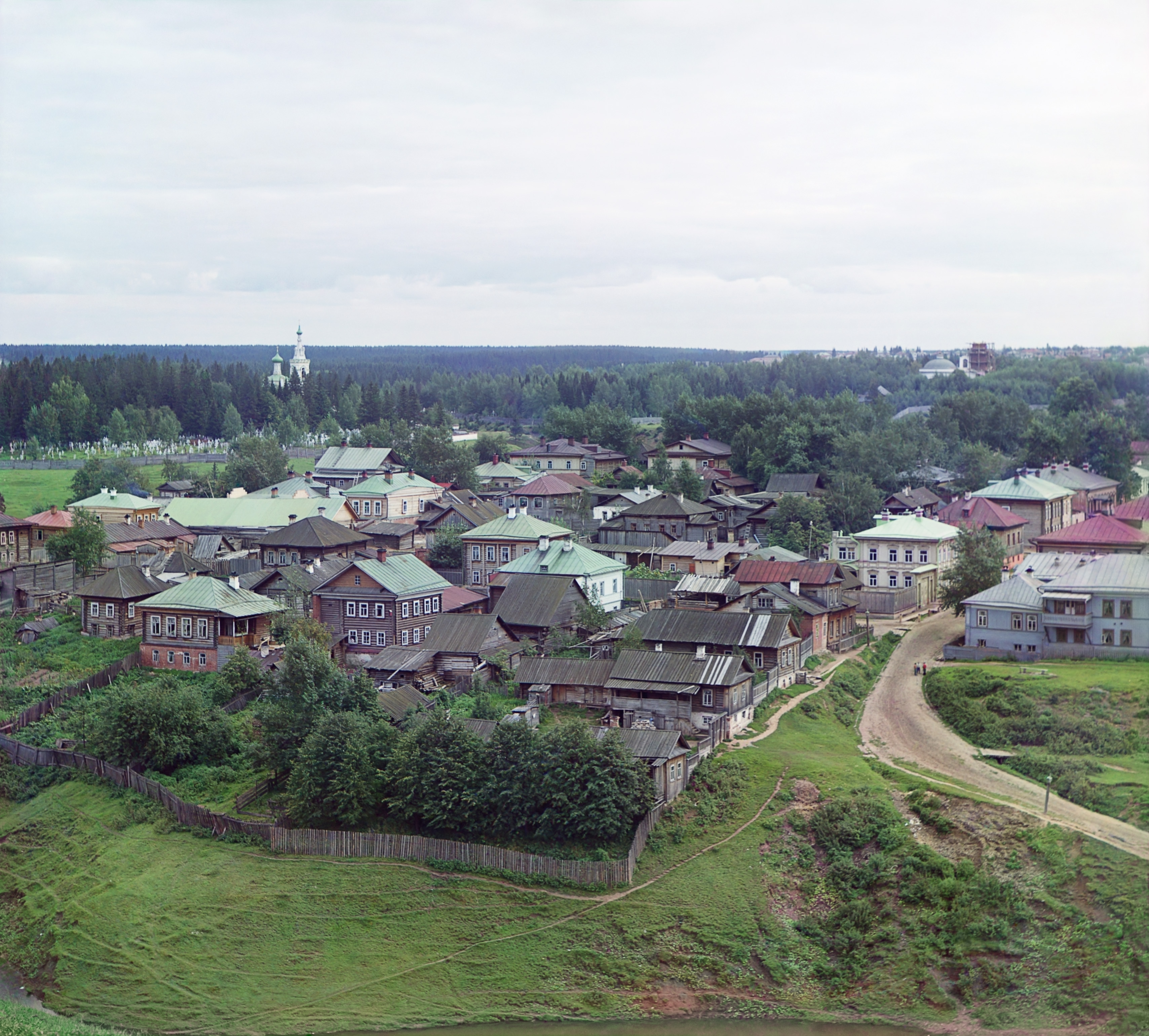
Razgulyay, a las afueras de Perm.
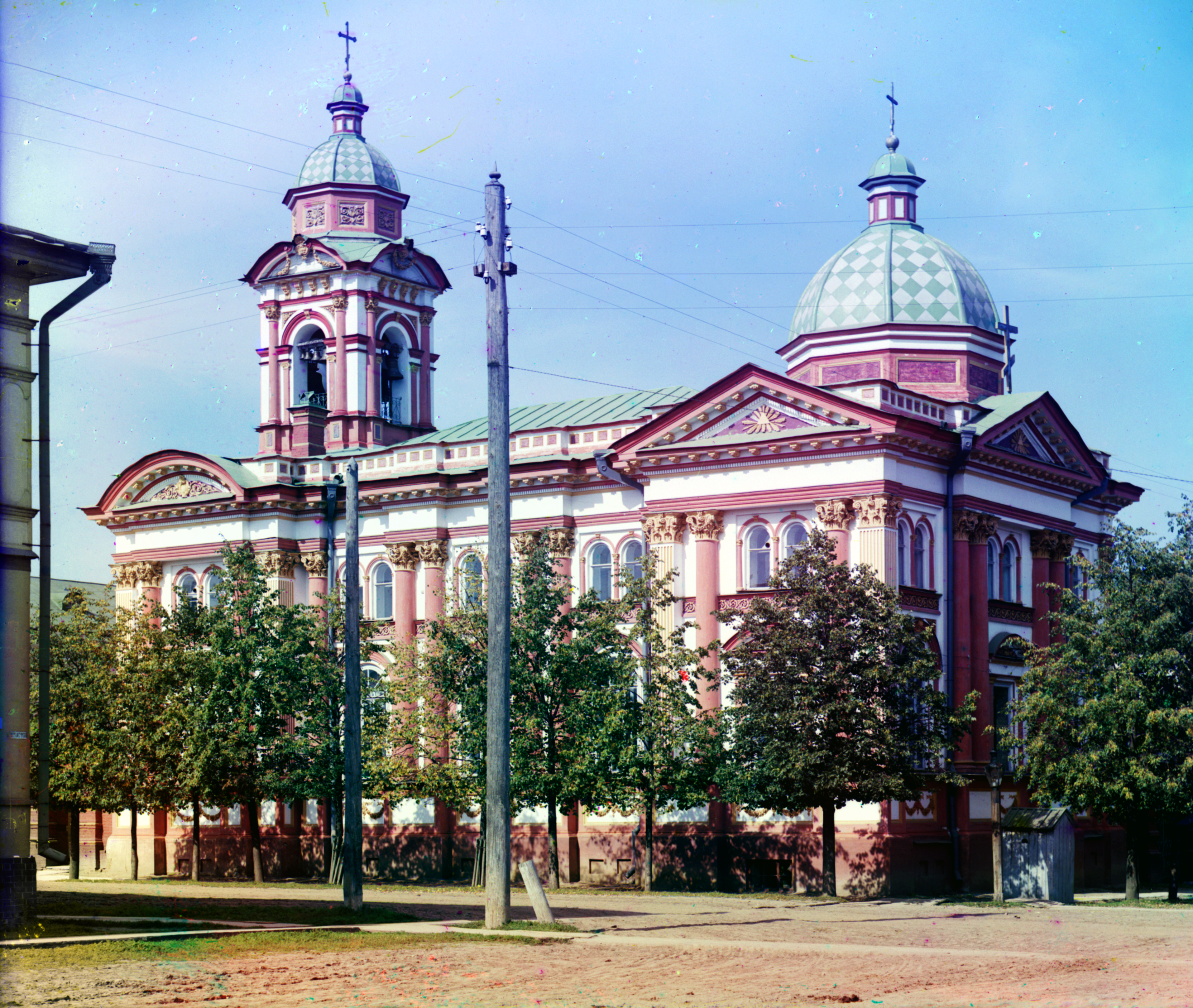
Iglesia de María Magdalena en Perm.
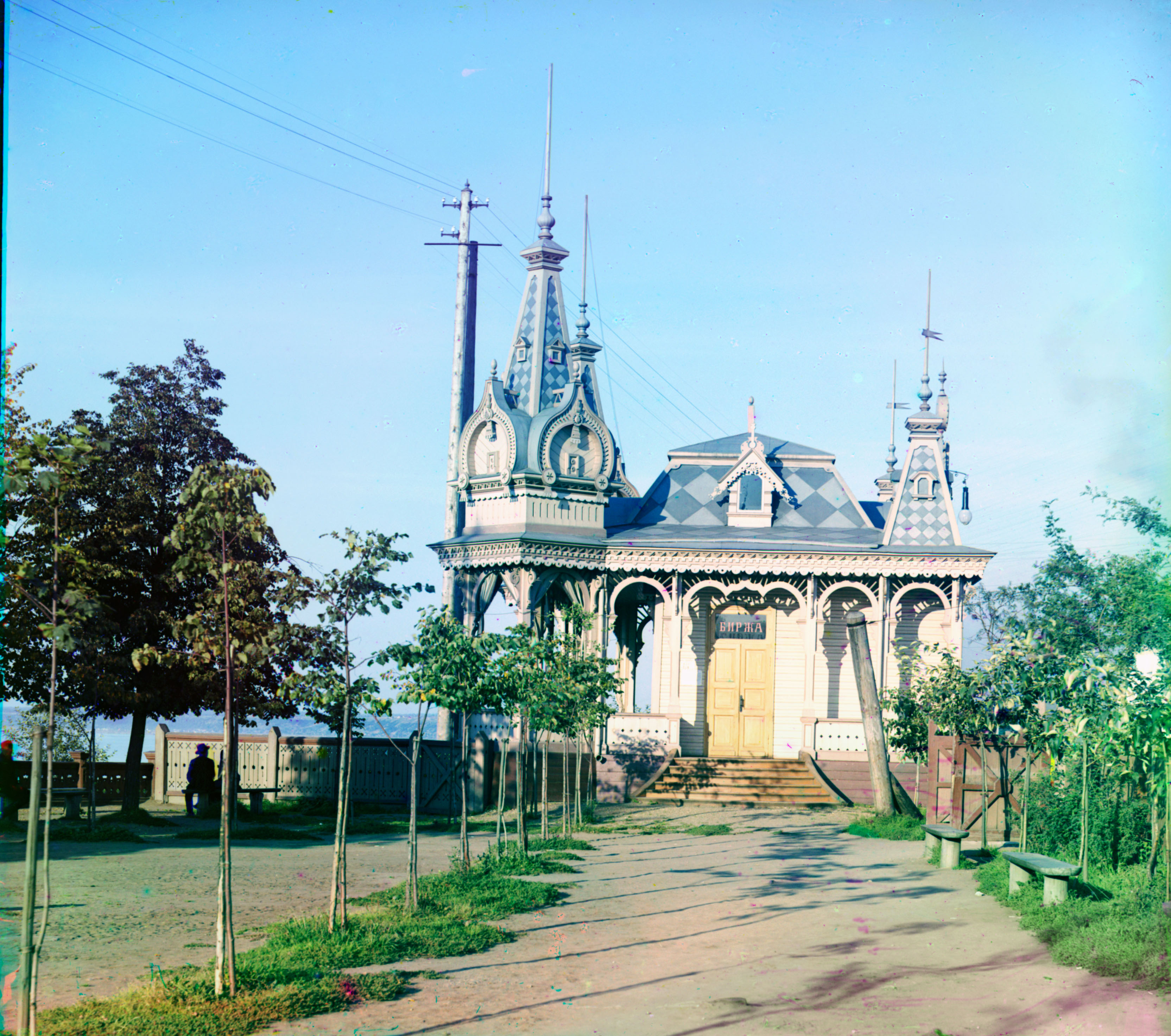
Verano en Perm.
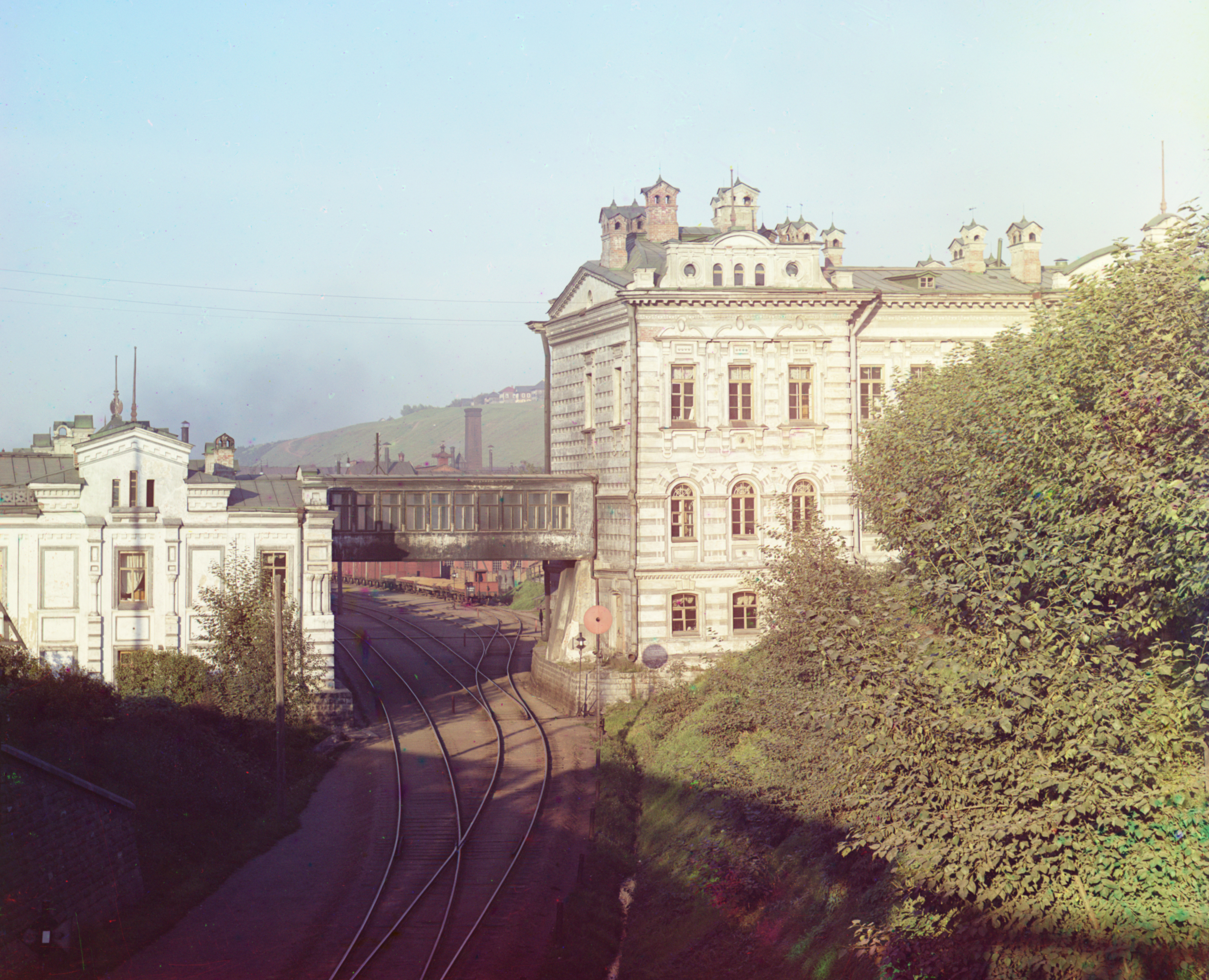
Sede de oficinas del Ferrocarril del Ural.

Después del estallido de la guerra civil rusa, Perm se convirtió en un objetivo principal para ambos bandos debido a sus fábricas de municiones militares. El 25 de diciembre de 1918, el Ejército Blanco de Siberia bajo Anatoli Pepeliáyev (quien reconoció la autoridad del Gobierno de Omsk de Aleksandr Kolchak), tomó Perm. El 1 de julio de 1919, la ciudad fue retomada por el Ejército Rojo.
En la década de 1930, Perm creció como una importante ciudad industrial con fábricas de aviación, construcción naval y química construidas durante ese período. Durante la Segunda Guerra Mundial, Perm fue un centro vital de producción de artillería en la Unión Soviética. Durante la Guerra Fría, Perm se convirtió en una ciudad cerrada.
En 2005 dejó de ser la capital de la óblast de Perm, para convertirse en la capital del krai de Perm, resultado de la unión de Permiakia con el óblast de Perm. El 5 de diciembre de 2009 un incendio en una discoteca provocó 109 muertos y decenas de heridos.

## Geografía
La ciudad está situada en la orilla del río Kama en un terreno montañoso. El Kama es el principal afluente del Volga y uno de los ríos más profundos y pintorescos de Rusia. Este río es el canal que otorga el acceso de los Urales hasta el mar Blanco, el mar Báltico, el mar de Azov, el mar Negro y el mar Caspio. El Kama divide la ciudad en dos partes: la parte central y la parte del margen derecho. La ciudad se extiende por 70 kilómetros a lo largo del Kama y 40 kilómetros a través de ella. El trazado de las calles de la ciudad discurre paralelo al río, viajando generalmente de este a oeste, mientras que otras calles principales corren perpendicularmente a los que siguen el río. La cuadrícula acomoda las colinas de la ciudad en la que los cruza.
Otra característica distintiva del relieve de la ciudad es la gran cantidad de pequeños ríos y arroyos. Los más grandes son los Mulyanka, el Yegoshija, el Motovílija (todos están en el margen izquierdo del Kama) y el Gayva (en el margen derecho).
Mapas

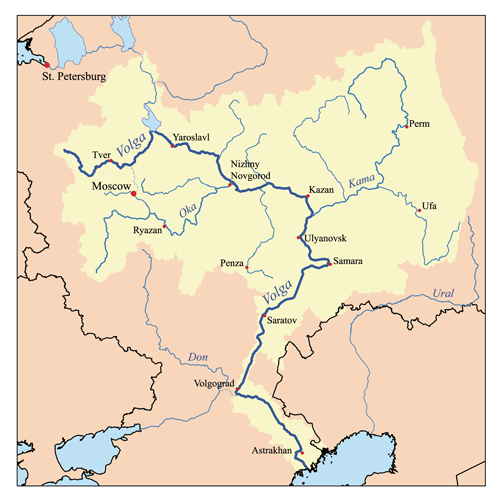
Mapa del río Volga donde sale —arriba a la derecha, a la orilla del río Kama— Perm
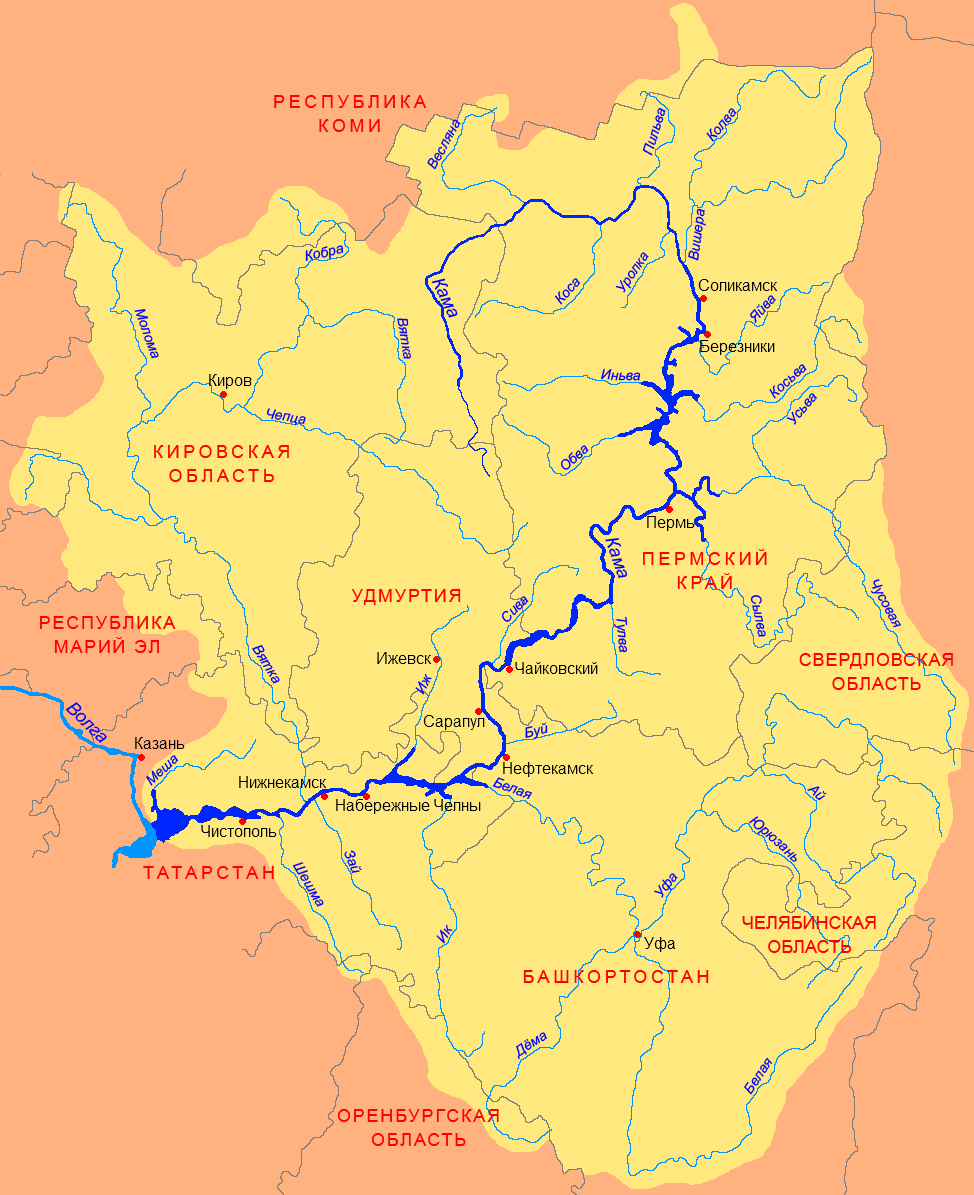
Mapa en ruso del río Kama en el que aparece Perm (Пермь)
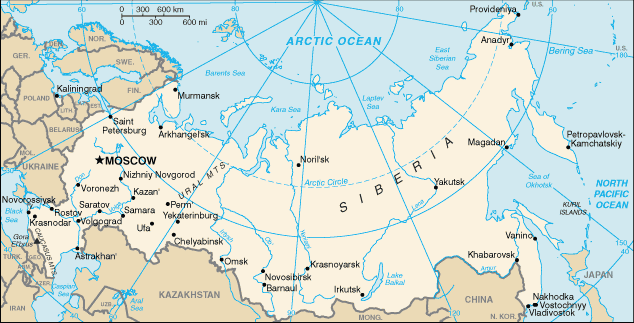
Mapa de Rusia donde sale Perm

### Clima

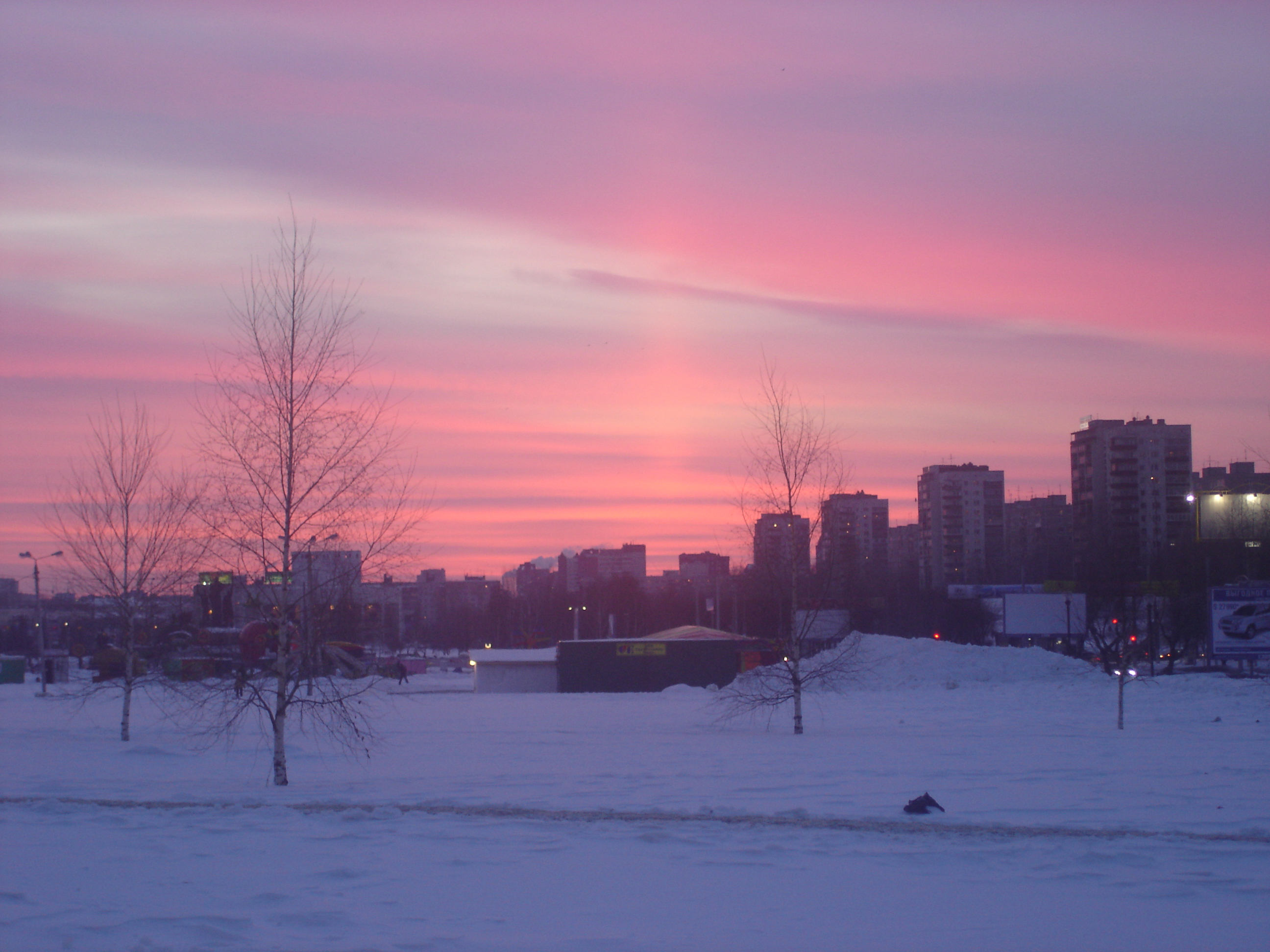
Perm al atardecer

Perm tiene un clima húmedo continental (según la clasificación climática de Köppen: Dfb), con veranos cálidos e inviernos largos y fríos.
| Parámetros climáticos promedio de Perm (normales 1991–2020, extremos 1882–presente) | Parámetros climáticos promedio de Perm (normales 1991–2020, extremos 1882–presente) | Parámetros climáticos promedio de Perm (normales 1991–2020, extremos 1882–presente) | Parámetros climáticos promedio de Perm (normales 1991–2020, extremos 1882–presente) | Parámetros climáticos promedio de Perm (normales 1991–2020, extremos 1882–presente) | Parámetros climáticos promedio de Perm (normales 1991–2020, extremos 1882–presente) | Parámetros climáticos promedio de Perm (normales 1991–2020, extremos 1882–presente) | Parámetros climáticos promedio de Perm (normales 1991–2020, extremos 1882–presente) | Parámetros climáticos promedio de Perm (normales 1991–2020, extremos 1882–presente) | Parámetros climáticos promedio de Perm (normales 1991–2020, extremos 1882–presente) | Parámetros climáticos promedio de Perm (normales 1991–2020, extremos 1882–presente) | Parámetros climáticos promedio de Perm (normales 1991–2020, extremos 1882–presente) | Parámetros climáticos promedio de Perm (normales 1991–2020, extremos 1882–presente) | Parámetros climáticos promedio de Perm (normales 1991–2020, extremos 1882–presente) |
| Mes                                                                                 | Ene.                                                                                | Feb.                                                                                | Mar.                                                                                | Abr.                                                                                | May.                                                                                | Jun.                                                                                | Jul.                                                                                | Ago.                                                                                | Sep.                                                                                | Oct.                                                                                | Nov.                                                                                | Dic.                                                                                | Anual                                                                               |
| ----------------------------------------------------------------------------------- | ----------------------------------------------------------------------------------- | ----------------------------------------------------------------------------------- | ----------------------------------------------------------------------------------- | ----------------------------------------------------------------------------------- | ----------------------------------------------------------------------------------- | ----------------------------------------------------------------------------------- | ----------------------------------------------------------------------------------- | ----------------------------------------------------------------------------------- | ----------------------------------------------------------------------------------- | ----------------------------------------------------------------------------------- | ----------------------------------------------------------------------------------- | ----------------------------------------------------------------------------------- | ----------------------------------------------------------------------------------- |
| Temp. máx. abs. (°C)                                                                | 4.3                                                                                 | 6.0                                                                                 | 15.0                                                                                | 27.3                                                                                | 34.6                                                                                | 35.4                                                                                | 37.5                                                                                | 37.2                                                                                | 30.7                                                                                | 22.5                                                                                | 11.9                                                                                | 4.5                                                                                 | 37.5                                                                                |
| Temp. máx. media (°C)                                                               | −9.3                                                                                | −7.5                                                                                | 0.2                                                                                 | 9.1                                                                                 | 17.7                                                                                | 22.0                                                                                | 24.0                                                                                | 20.7                                                                                | 14.5                                                                                | 6.3                                                                                 | −2.6                                                                                | −7.8                                                                                | 7.3                                                                                 |
| Temp. media (°C)                                                                    | −12.5                                                                               | −11.3                                                                               | -4.0                                                                                | 3.9                                                                                 | 11.5                                                                                | 16.2                                                                                | 18.5                                                                                | 15.6                                                                                | 10.0                                                                                | 3.3                                                                                 | -5.2                                                                                | −10.7                                                                               | 2.9                                                                                 |
| Temp. mín. media (°C)                                                               | −15.8                                                                               | −14.8                                                                               | -7.8                                                                                | -0.6                                                                                | 5.8                                                                                 | 10.9                                                                                | 13.2                                                                                | 11.2                                                                                | 6.6                                                                                 | 0.9                                                                                 | -7.6                                                                                | −13.7                                                                               | -1.0                                                                                |
| Temp. mín. abs. (°C)                                                                | −44.9                                                                               | −40.8                                                                               | −34.8                                                                               | −23.5                                                                               | −13.0                                                                               | −3.4                                                                                | 1.7                                                                                 | −1.9                                                                                | −7.8                                                                                | −25.2                                                                               | −38.5                                                                               | −47.1                                                                               | −47.1                                                                               |
| Precipitación total (mm)                                                            | 45                                                                                  | 33                                                                                  | 34                                                                                  | 37                                                                                  | 55                                                                                  | 89                                                                                  | 78                                                                                  | 88                                                                                  | 64                                                                                  | 63                                                                                  | 56                                                                                  | 48                                                                                  | 690                                                                                 |
| Días de lluvias (≥ 1 mm)                                                            | 1                                                                                   | 2                                                                                   | 4                                                                                   | 11                                                                                  | 18                                                                                  | 18                                                                                  | 17                                                                                  | 20                                                                                  | 21                                                                                  | 17                                                                                  | 7                                                                                   | 3                                                                                   | 139                                                                                 |
| Días de nevadas (≥ 1 mm)                                                            | 28                                                                                  | 24                                                                                  | 19                                                                                  | 9                                                                                   | 4                                                                                   | 0.4                                                                                 | 0                                                                                   | 0                                                                                   | 2                                                                                   | 13                                                                                  | 24                                                                                  | 27                                                                                  | 150                                                                                 |
| Horas de sol                                                                        | 38                                                                                  | 79                                                                                  | 152                                                                                 | 198                                                                                 | 275                                                                                 | 290                                                                                 | 284                                                                                 | 226                                                                                 | 132                                                                                 | 65                                                                                  | 37                                                                                  | 23                                                                                  | 1799                                                                                |
| Humedad relativa (%)                                                                | 83                                                                                  | 79                                                                                  | 72                                                                                  | 65                                                                                  | 62                                                                                  | 68                                                                                  | 71                                                                                  | 77                                                                                  | 80                                                                                  | 82                                                                                  | 85                                                                                  | 85                                                                                  | 76                                                                                  |
| Fuente n.º 1: Pogoda.ru.net                                                         |                                                                                     |                                                                                     |                                                                                     |                                                                                     |                                                                                     |                                                                                     |                                                                                     |                                                                                     |                                                                                     |                                                                                     |                                                                                     |                                                                                     |                                                                                     |
| Fuente n.º 2: NOAA (horas de sol 1961–1990)                                         |                                                                                     |                                                                                     |                                                                                     |                                                                                     |                                                                                     |                                                                                     |                                                                                     |                                                                                     |                                                                                     |                                                                                     |                                                                                     |                                                                                     |                                                                                     |

## Economía
Es la ciudad más industrializada en la región del río Kama, su desarrollo económico se debió a los ricos yacimientos minerales que se encuentran en sus alrededores, la ciudad se extiende en un pequeño tramo del río Kama, y en esta ciudad es donde se inició la construcción del embalse de Kama, cuya producción de energía se encuentra entre las mayores de toda la Federación Rusa, e incluso algunos de sus barrios residenciales se encuentran a orillas del embalse; algunos otros de sus barrios se hallan del otro lado del embalse con los cuales se comunican por medio de puentes.
En los alrededores de Perm se encuentra una pequeña zona agrícola, que aunque carece de una gran extensión es eficiente y soporta las duras inclemencias del clima de esta zona de los Urales, al igual que sus habitantes. Al oeste de Perm se encuentra una extensa zona de bosque maderable, bien explotada.
La economía de la ciudad se caracteriza, ante todo, por su avanzada industria pesada. Los líderes de los sectores de la economía son: industria de la energía, refinación de petróleo y gas, construcción mecánica, química, petroquímica, elaboración de madera, artes gráficas, industria alimenticia. En Perm también se encuentran las oficinas principales de empresas como “ER-Telecom” que es uno de los proveedores de internet más grande de Rusia y la empresa de primer nivel que desarrolla software para la videovigilancia inteligente “Eocortex”.

## Educación y ciencia
En la ciudad están situadas varias universidades e instituciones de enseñanza superior; entre ellas destaca la Universidad Pública de Perm fundada en 1916, la primera en los Urales. Hoy esta universidad es uno de los principales centros de educación, ciencia y cultura del distrito federal del Volga. Entre otras hay que mencionar la Universidad Técnica de Perm, la Universidad Pedagógica de Perm, la Academia de Medicina, la Academia de Farmacia, la Academia de Agricultura, el Instituto de Artes y Cultura.

## Cultura
Los centros de la vida cultural de la ciudad son muchos: teatros, museos, filarmónica, sala de órgano, circo, cines, bibliotecas, planetario, etc.

### Teatro
La ciudad es uno de los principales centros del ballet ruso. En la ciudad se encuentra el Teatro Académico de Ballet y Ópera que lleva el nombre de Piotr Ilich Chaikovski fundado en 1870 y una famosa escuela coreográfica. Hay que recordar que el famoso Serguéi Diáguilev pasó parte de su niñez en Perm. Se destaca otro teatro de ballet, el Teatro de Evgueniy Panfílov, que representa un ballet moderno. Fue el primer teatro de ballet ruso privado, se fundó en 1987. El colectivo de este teatro fue premiado muchas veces en los concursos rusos e internacionales (desde "Prix Volinine" hasta el más prestigioso "La Máscara de Oro" de Rusia).
También hay algunos otros teatros: el Teatro Académico de Drama, el Teatro del Espectador Joven, el Teatro "Cerca del Puente" y otros.

### Museos
La ciudad contiene una gran número de museos. La más famosa es la Galería Pública de Artes Plásticas de Perm. Esta Galería tiene una colección única de la escultura de madera (se denomina escultura de estilo permio, desde principios del siglo XVIII hasta principios del siglo XX); las obras fueron creadas por los artesanos de la parte Norte de la región de Perm. También allí están obras de Iliá Repin, Isaak Levitán, Alekséi Savrásov, Valentín Serov y una colección muy rica de los iconos ortodoxos rusos. El Museo de la Etnografía Territorial de Perm que tiene algunas ramificaciones, entre ellas el Museo de la Arquitectura de Madera de Jlovka, adonde han trasladado obras de arquitectura de madera del Imperio ruso, que casi desaparecieron en todo el país. Los otros museos son el Museo de las Fábricas de Motovílija (representa las obras de estas plantas, artillería principalmente), los Museos de la Universidad Pública de Perm (paleontológico, zoológico, de la historia de la universidad), el Museo del Teatro de Muñecas, etc.

### Literatura
Se considera que Perm es el prototipo de la ciudad imaginaria Yuriatin de la novela Doctor Zhivago de Borís Pasternak. Durante algún tiempo el futuro Premio Nobel fue empleado en la fábrica de Motovílija de Perm. En 2005 el geólogo y escritor Semión Vaksman publicó el libro La guía de Yuriatin en la editorial Knizhny mir de Perm.

### Cine
En Perm hay muchos cines y se construye un establecimiento IMAX, el primero en los Urales y Siberia, en lugar del antiguo cine "Cristal" y abrirá sus puertas en el octubre de 2008.

## Deporte
| Equipo              | Deporte            | Competición                      | Estadio                       | Creación |
| ------------------- | ------------------ | -------------------------------- | ----------------------------- | -------- |
| FC Amkar Perm       | Fútbol             | Disuelto                         | estadio Zvezdá                | 1994     |
| FC Oktan Perm       | Fútbol             | Disuelto                         | Estadio Neftyánik             | 1958     |
| Ural Great Perm     | Baloncesto         | Superliga de baloncesto de Rusia | Universal Sports Palace Molot | 1995     |
| Mólot-Prikamye Perm | Hockey sobre hielo | Liga Mayor de Hockey de Rusia    | Universal Sports Palace Molot | 1948     |

## Transporte
Perm se halla bien comunicada con las ciudades más importantes de la Federación de Rusia: Moscú, San Petersburgo, Nizhni Nóvgorod, Kazán, Samara, Ekaterimburgo, Cheliábinsk, Omsk, Novosibirsk y Vladivostok. Por medio del río Kama y el Volga su producción industrial llega, hasta el mar Blanco, el golfo de Finlandia, al mar Negro, el mar de Azov y el mar Caspio, e incluso hasta el Pacífico.

### Terrestre
La ciudad cuenta con la estación Perm II, que es un importante nudo ferroviario en la ruta de los grandes ferrocarriles del mundo: el Transiberiano, el Transmongoliano y el Transmanchuriano. Otros ramales de ferrocarril conectan Perm con Serov, Solikamsk, Nizhni Tagil. Hay un proyecto de ferrocarril desde Perm hasta Arcángel.
Las principales carreteras conectan la ciudad con Ekaterimburgo, Kazán, Kírov, Ufá, Syktyvkar, Serov. Se construye una ruta federal desde Perm hasta Tomsk a través de Janti-Mansisk y Surgut.

### Aéreo
Cerca de Perm está el Aeropuerto Internacional de Perm-Bolshoe Savino (IATA: PEE, ICAO: USPP). El aeropuerto fue reconstruido en 2002-2003 para ampliar la pista desde 2500 hasta 3200 metros. Ahora el aeropuerto puede recibir aviones de todas las clases. Los principales vuelos salen destino a Moscú, Fráncfort del Meno, San Petersburgo, Dusambé, Bakú, Kaliningrado, Ereván y Sochi. También se realizan vuelos chárter a España, Turquía, Grecia y Egipto.

### Transporte público
Los medios de transporte público en Perm son el autobús, el trolebús, el tranvía y trenes de cercanías (S-Bahn).
La aparición del autobús es el año 1926, del tranvía - 1929, del trolebús - 1960.
Hoy en la ciudad hay unas cien rutas de autobús, once rutas de trolebús y once rutas del tranvía.
Desde 1970-1980 se proyecta la construcción del metro, pero ahora se propone construir un sistema de tren ligero medio subterráneo.

## Personajes famosos de Perm (Mólotov)
- Víktor Astáfiev, escritor ruso de novelas y novelas cortas
- Alexandra Kosteniuk, ajedrecista
- Piotr Struve, economista, filósofo, editor, político
- Serguéi Diáguilev, empresario ruso y fundador de los Ballets Rusos
- Aleksandr Stepánovich Popov, físico ruso y el inventor de la antena
- Gueorgui Burkov, artista ruso de teatro y cine
- Tatiana Solovieva Tsvetkova, Empresaria rusa y productora, con actual residencia en España
- Maksim Trankov, deportista, entrenador y presentador ruso